# 1999년 2월
| 1999년: 1월 · 2월 · 3월 · 4월 · 5월 · 6월 · 7월 · 8월 · 9월 · 10월 · 11월 · 12월 |

| <          | 1999년 2월   | 1999년 2월  | 1999년 2월 | 1999년 2월 | 1999년 2월 | >          |
| 일         | 월           | 화          | 수         | 목         | 금         | 토         |
|            | 1 12.15 갑신 | 2 16 을유   | 3 17 병술  | 4 18 정해  | 5 19 무자  | 6 20 기축  |
| 7 21 경인  | 8 22 신묘    | 9 23 임진   | 10 24 계사 | 11 25 갑오 | 12 26 을미 | 13 27 병신 |
| 14 28 정유 | 15 29 무술   | 16 1.1 기해 | 17 2 경자  | 18 3 신축  | 19 4 임인  | 20 5 계묘  |
| 21 6 갑진  | 22 7 을사    | 23 8 병오   | 24 9 정미  | 25 10 무신 | 26 11 기유 | 27 12 경술 |
| 28 13 신해 |              |             |            |            |            |            |

| 편집하기 |

## 1999년2월 12일
- 복제소 영롱이가 탄생했다.